# Paracolobus
 Paracolobus  ist eine ausgestorbene Gattung der Primaten, die während des frühen Pleistozän in Ostafrika vorkam. In Kenia, im Kapthurin-Flusstal (Baringo County) und östlich des Turkanasees sowie in Äthiopien, im Tal des Flusses Omo, entdeckte Fossilien, die zu dieser Gattung gestellt wurden, stammen aus Sedimentschichten, die rund 1,9 bis 2,0 Millionen Jahre alt sind. Paracolobus gilt als Verwandte der rezenten Schlank- und Stummelaffen.

## Namensgebung
Paracolobus ist ein Kunstwort. Die Bezeichnung der Gattung ist abgeleitet vom griechischen Wort παρά (altgriechisch ausgesprochen pára: „neben, abweichend von“) und verweist zudem auf morphologische Gemeinsamkeiten von Merkmalen der Fossilien mit den Merkmalen heute lebender Arten der Schwarz-weißen Stummelaffen (Gattung Colobus).
Das Epitheton der 1969 von Richard Leakey erstmals beschriebenen Typusart, Paracolobus chemeroni, nimmt Bezug auf den Fundort, die Chemeron-Formation im Kapthurin-Flusstal. Das Epitheton der 1982 von Meave Leakey benannten zweiten Art der Gattung, Paracolobus mutiwa, ehrt den Kenianer Nzube Mutiwa, der im Team von Meave Leakey zahlreiche Fossilien der Schlank- und Stummelaffen entdeckt hat.

## Erstbeschreibungen
Als Holotypus der Gattung und zugleich der Typusart Paracolobus chemeroni wurde in der Erstbeschreibung durch Richard Leakey ein im hinteren Bereich zerbrochener Schädel mit zugehörigem Unterkiefer und einer Vielzahl an Knochen aus dem Bereich unterhalb des Schädels ausgewiesen (Sammlungsnummer KNM-BC 3), der aus der Fundstätte JM91 (90) geborgen worden war.
Holotypus von Paracolobus mutiwa ist ein teilweise bezahnter, weiblicher Oberkiefer mit erhaltener Glabella (Sammlungsnummer KNM-ER 3843). Als Paratypen wurden der Art in der Erstbeschreibung durch Meave Leakey u. a. mehrere Oberkiefer- und Unterkiefer-Fragmente sowie 46 einzeln gefundene Zähne beigegeben, die im Omo-Flusstal geborgen worden waren.

## Merkmale
Paracolobus war deutlich größer als die heute lebenden Arten der Gattung Colobus. Die Individuen der Gattung lebten vermutlich überwiegend auf Bäumen, hielten sich aber vermutlich häufiger als Rhinocolobus auf dem Boden auf, der – ebenso wie Cercopithecoides kimeui – annähernd zur gleichen Zeit und im gleichen Gebiet wie Paracolobus lebte.

## Belege
1. 1 2  Meave Leakey: Extinct Large Colobines From thr Plio-Pleistocene of Africa. In: American Journal of Physical Anthropology. Band 58, Nr. 2, 1982, S. 153–172, doi:10.1002/ajpa.1330580207
2. ↑  Richard Leakey: New Cercopithecoidea from the Chemeron Beds, Lake Baringo, Kenya. In: Louis Leakey (Hrsg.): Fossil Vertebrates of Africa. Band 1. Academic Press, London und New York 1969, S. 53–73, ISBN 978-0-12-440401-4.